# Schlacht bei Prairie Grove
Die Schlacht bei Prairie Grove fand während des Amerikanischen Bürgerkriegs am 7. Dezember 1862 im Washington County im Nordwesten von Arkansas statt. Sie gehört zu den wichtigsten Kampfhandlungen auf dem Kriegsschauplatz westlich des Mississippi. Durch ihren Sieg konnte die Union Nordarkansas sichern und den Weg zur Eroberung Little Rocks im darauffolgenden Sommer ebnen.
Die Schlacht begann mit dem Versuch einer konföderierten Streitmacht unter General Hindman, zwei räumlich getrennte Truppenteile der nordstaatlichen Frontier-Armee zu schlagen, bevor diese sich vereinigen konnten. Hindman umging zu diesem Zweck die Division von General Blunt und stellte sich den Divisionen General Herrons auf dem Hügel Prairie Grove entgegen. Herron ergriff die Offensive und wollte sich den Weg zu Blunts Division freikämpfen. In einer Serie von Angriffen und Gegenangriffen konnte keine Seite entscheidende Vorteile erzielen. Blunt setzte jedoch seinerseits seine Truppen zu Herrons Unterstützung in Marsch und erreichte das Schlachtfeld am Nachmittag. Auch danach konnte keine Seite den Gegner vom Schlachtfeld vertreiben, Hindmans Konföderierte zogen sich allerdings in der Nacht wieder nach Süden zurück.

## Vorgeschichte

### Konföderierte Reorganisation in Arkansas
Im März 1862 hatten Truppen der Nordstaaten unter Brigadegeneral Samuel Curtis die Konföderierten unter Generalmajor Earl Van Dorn in der Schlacht am Pea Ridge in Nordarkansas geschlagen und dadurch die Kontrolle über den Grenzstaat Missouri gesichert. Zur gleichen Zeit brach infolge der Niederlagen bei Mill Springs, Fort Henry und Fort Donelson auch die konföderierte Position in Tennessee und Kentucky zusammen. Der konföderierte Befehlshaber westlich der Appalachen, General Albert Sidney Johnston, zog deswegen seine Verbände bei Corinth zusammen und beorderte zur Unterstützung auch Van Dorns Truppen auf die östliche Seite des Mississippi.
Nordarkansas wurde dadurch bis auf einige Milizeinheiten militärisch entblößt. Curtis’ Südwest-Armee ergriff nun die Offensive mit dem Ziel, die Hauptstadt Little Rock zu erobern. Am 3. Mai erreichten seine Truppen Batesville, etwa 90 Meilen (über 140 km) nördlich von Little Rock. Sein weiterer Vormarsch verlangsamte sich jedoch aufgrund von Nachschubproblemen.

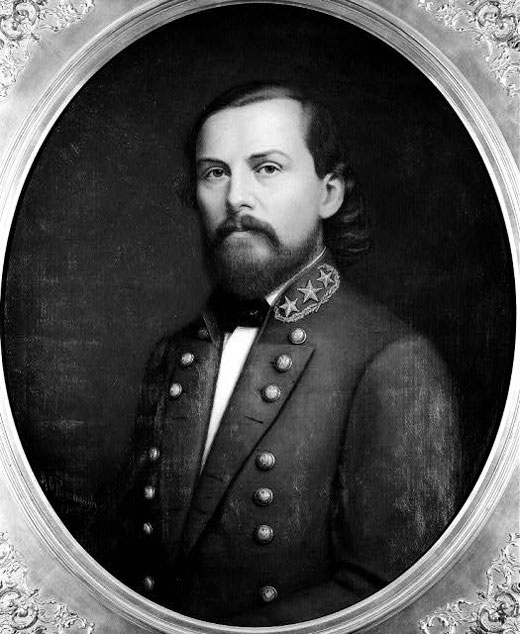
Thomas Carmichael Hindman übernahm 1862 die konföderierten Truppen in Arkansas und baute eine neue, zu Offensivoperationen fähige Streitmacht auf.

Auf konföderierter Seite wurde am 26. Mai Generalmajor Thomas C. Hindman zum neuen Verantwortlichen für die Verteidigung des konföderierten Gebiets westlich des Mississippi (Department of the Trans-Mississippi) ernannt. Hindman traf am 31. Mai 1862 in Little Rock ein. In seinem ganzen Wehrbezirk verfügte er nur über 9.000 Mann, darunter 3.000 Indianer, die sich den Südstaaten angeschlossen hatten. Hindman galt als eine schillernde Persönlichkeit. Er war 34 Jahre alt und hatte Arkansas vor dem Krieg im Kongress vertreten. Er wird als „adrett, lebhaft, dandyhaft“, vor allem aber als energisch beschrieben. Trotz der schlechten Situation in Arkansas setzte er sein Augenmerk sofort nach seiner Ankunft auf die Offensive und begann, eine neue Armee aufzubauen. So erwirkte er den Transfer einiger Einheiten von anderen Kriegsschauplätzen. Zur gleichen Zeit versuchte der Gouverneur von Arkansas als Reaktion auf den Abzug von Van Dorns Streitmacht eigene Verbände aufzustellen, die nur dem Gliedstaat und seiner Verteidigung verpflichtet waren und nicht der konföderierten Armee unterstehen sollten. Hindman drohte ihm, diese Truppen unter Anwendung des konföderierten Wehrpflichtgesetzes in konföderierte Dienste zu überführen, und der Gouverneur gab schließlich nach. Hindmans Ziel war, dass sich sein Wehrbereich militärisch selbst versorgen konnte. Er veranlasste deswegen den Aufbau von Fabriken, die Waffen, Zündhütchen, aber auch Leder, Schuhe und andere Kriegsgüter produzierten. Anfang Juli 1862 hatte er somit eine Armee aufgebaut, die 20.000 Mann und 46 Geschütze umfasste. Durch eine Serie von Täuschungsmanövern (und dank Curtis’ Nachschubsorgen) gelang es ihm, Curtis zum Abbruch seiner Offensive gegen Little Rock zu zwingen. Der Unionsgeneral und seine Armee zogen sich zuerst nach Batesville und dann ostwärts in Richtung Helena am Mississippi zurück, wo sie über den Fluss versorgt werden konnten.
Hindman griff bei seinem Aufbau auch zu drastischen Maßnahmen. So erklärte er am 30. Juni das Kriegsrecht über Arkansas. Um die Desertion zu bekämpfen, befahl er, dass zehn Deserteure kriegsgerichtlich verurteilt und erschossen wurden. Darüber hinaus verlangte er von Sklavenhaltern, ihre Sklaven für Schanzarbeiten bereitzustellen und beschlagnahmte und verbrannte all die Baumwolle, von der er befürchtete, dass sie Curtis’ Truppen in die Hände fallen könnte. Solche Maßnahmen machten ihn bei der Bevölkerung und vor allem bei der lokalen Pflanzerelite nicht beliebt und er wurde politisch angreifbar. Im September 1862 ersetzte ihn Präsident Jefferson Davis deswegen als Befehlshaber des Wehrbereichs Trans-Mississippi durch Generalleutnant Theophilus H. Holmes. Hindman behielt jedoch das Kommando über den Bezirk Arkansas und das Indianerterritorium.

### Hindmans erste Offensive
Curtis’ Truppen in Nordarkansas waren nicht die einzige Bedrohung für die Konföderierten. In Fort Scott befehligte Brigadegeneral James G. Blunt eine Division, die gerade von einer Expedition ins von den Konföderierten kontrollierte Indianerterritorium zurückgekehrt war. Blunt wollte wieder ins Indianerterritorium vorrücken, musste aber aufgrund von starker konföderierter Guerillaaktivität im benachbarten Missouri dem dortigen Befehlshaber John McAllister Schofield aushelfen.

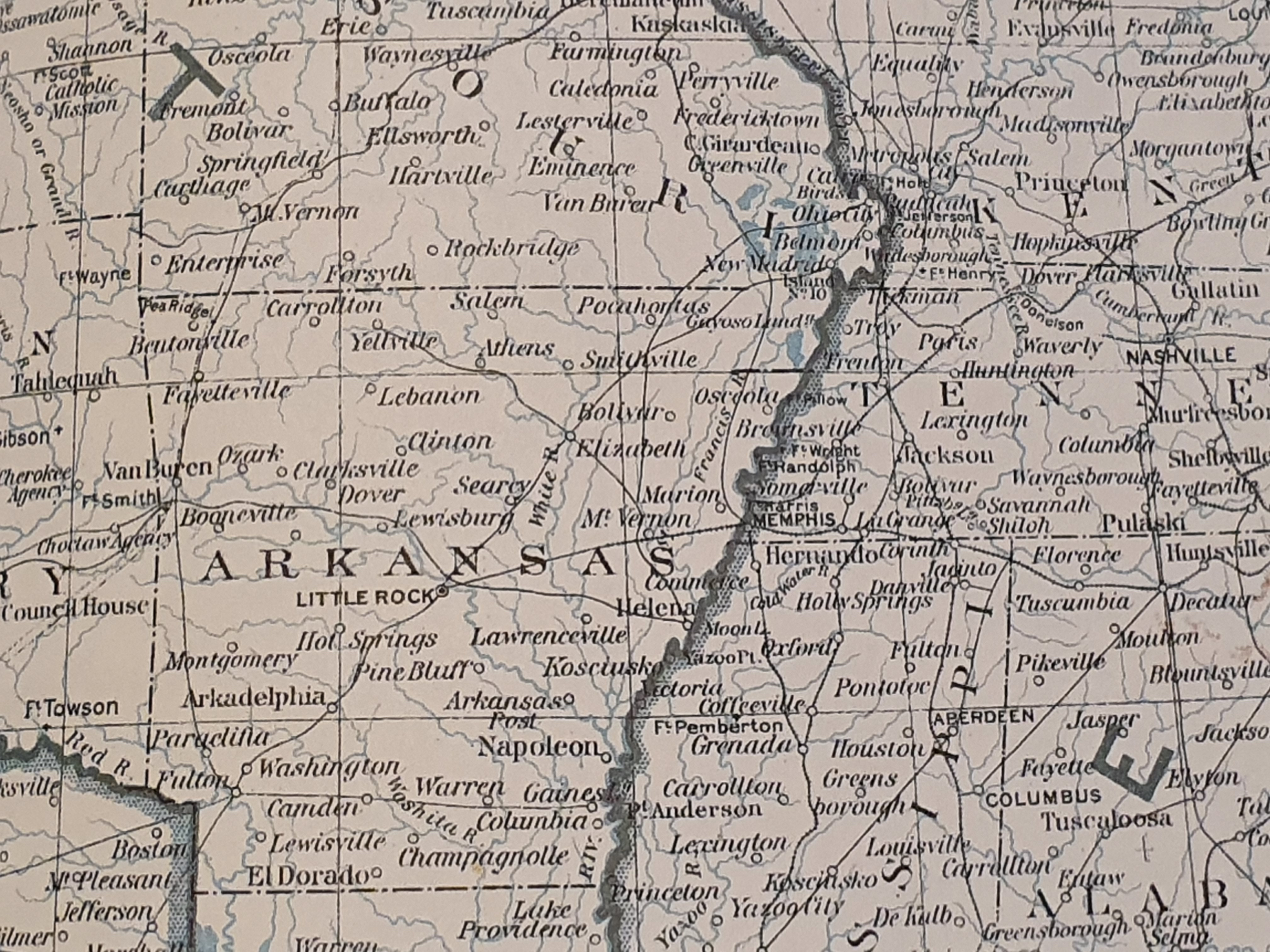
Übersichtskarte über Nordwestarkansas und anliegende Gebiete zur Zeit des Sezessionskrieges. Die Schlacht bei Prairie Grove fand südwestlich von Fayetteville statt.

Hindman hatte unterdessen seine Truppen, nun als „1. Korps der Trans-Mississippi-Armee“ bezeichnet, bei Fort Smith in Nordarkansas gesammelt. Von dort aus marschierte er in Missouri mit dem Ziel ein, bis an den gleichnamigen Fluss vorzurücken. Anfang September erreichte er Südwestmissouri und wollte von dort auf Springfield marschieren. Kurz darauf wurde er jedoch von Holmes nach Little Rock beordert. In seiner Abwesenheit fiel das Kommando über seine Truppen an Brigadegeneral James S. Rains.
Am 19. September übernahm Curtis das Kommando über den neu geschaffenen übergeordneten Wehrbereich des Missouri (Department of the Missouri), der die Staaten Missouri, Arkansas, Kansas und das Indianerterritorium umfasste. Curtis konzentrierte drei Divisionen gegen die konföderierte Invasion: Von Springfield aus führte General Schofield zwei Divisionen nach Südosten und von Fort Scott aus wurde Blunts reorganisierte Division ebenfalls nach Südmissouri beordert. Hindman hatte Rains angewiesen, die Offensive während seiner Abwesenheit nicht fortzuführen, doch Rains sandte seine Kavallerie in nordöstlicher Richtung nach Newtonia. Am 30. September traf sie dort auf Frederick Salomons Brigade aus Blunts Division und schlug diese zurück. Blunt und Schofield konzentrierten ihre Truppen ihrerseits in Newtonia und mit vereinten Kräften besiegten sie nun die konföderierte Kavallerie. Die vereinigte Streitmacht bestand aus drei Divisionen und wurde als Frontier-Armee (Army of the Frontier) unter Schofields Befehl gestellt. Mit rund 11.–14.000 Mann effektiver Stärke gelang es der Frontier-Armee, die Konföderierten wieder aus Missouri zu vertreiben. Ende Oktober zogen sich die Konföderierten hinter die Bergkette der Boston Mountains zurück und Schofields Truppen besetzten Fayetteville in Nordwestarkansas.

### Neugruppierung

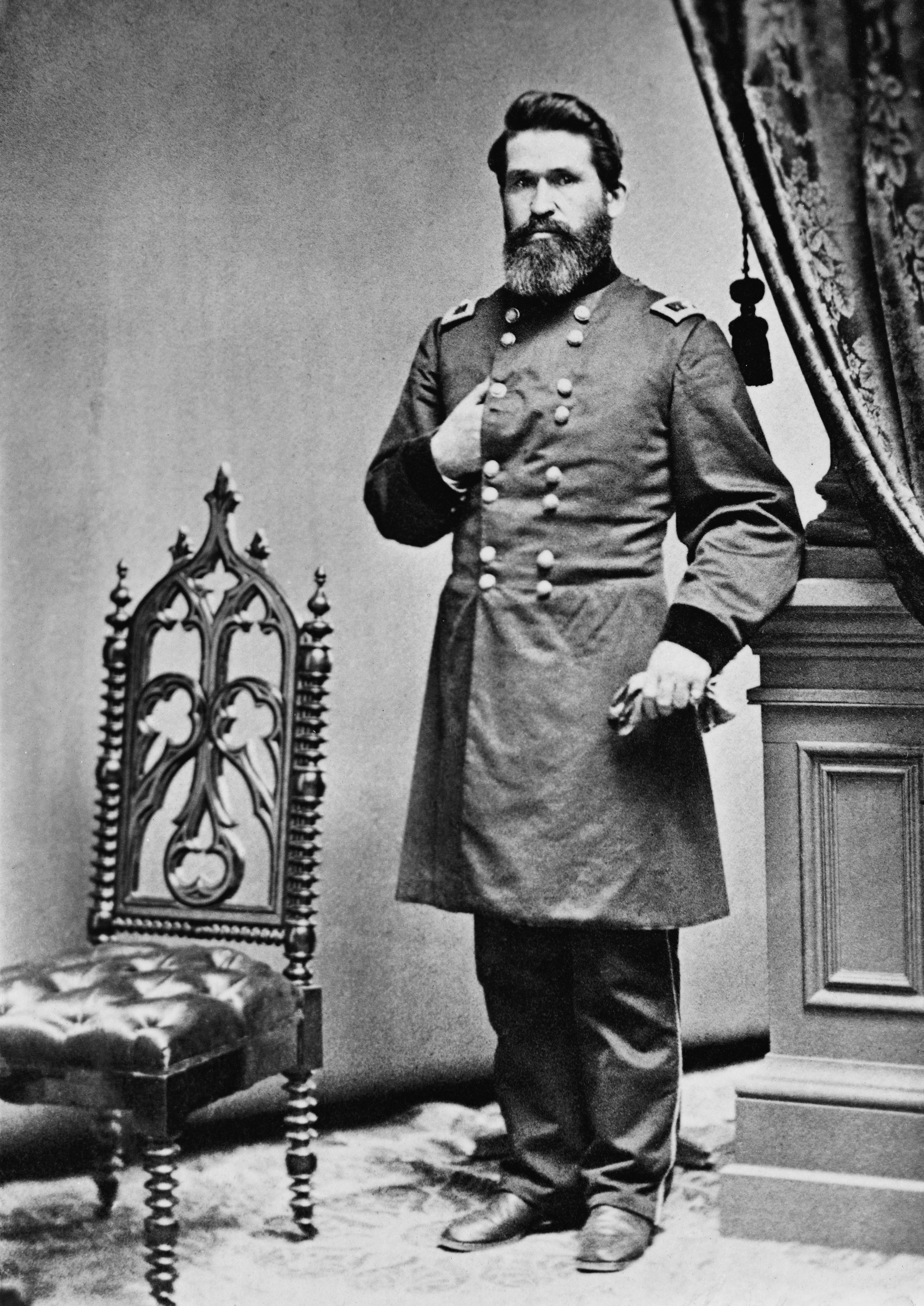
Unionsgeneral James G. Blunt. Blunt kommandierte eine Division der Frontier-Armee und übernahm im Herbst 1862 interimsweise das Kommando über die Armee. Seine Division war die einzige, die im November in Arkansas blieb.

Hindman war inzwischen wieder aus Little Rock zu seinem Korps zurückgekehrt. In den folgenden Wochen manövrierten beide Seiten in Nordarkansas, ohne sich jedoch große Vorteile verschaffen zu können. Beide Seiten hatten mit Nachschubproblemen zu kämpfen. Schofield und Blunt waren weit weg von ihren Nachschubdepots in Springfield und Fort Scott und Hindmans Versorgung wurde durch Niedrigwasser des Arkansas erschwert. Die Gebirgsregion um die Boston Mountains bot den Armeen außerdem wenig Möglichkeit, sich im Land zu verpflegen.
Anfang September marschierten die beiden Armeen deswegen voneinander weg: Die Unionstruppen zogen sich nach Nordosten zurück. Schofield mit den beiden Divisionen Tottens und Herrons marschierte nach Ozark in Missouri, während Blunts Division in Nordarkansas blieb. Auf ihrem Rückzug wandten die Unionstruppen eine Taktik der Verbrannten Erde an, um den Konföderierten eine zukünftige Offensive logistisch noch schwieriger zu machen. Hindman seinerseits zog seine Armee in das Tal des Arkansas und von dort nach Fort Smith zurück, um sich zu versorgen und neu zu gruppieren.
Beide Oberkommandeure – Curtis in St. Louis und Holmes in Little Rock – wurden zu dieser Zeit aus Washington und Richmond unter Druck gesetzt, den strategisch wichtigen Feldzug gegen Vicksburg zu unterstützen. Curtis wollte zwei von Schofields Divisionen nach Helena senden, um von dort mit Grants Truppen am anderen Ufer des Mississippi kooperieren zu können. Die konföderierte Regierung ihrerseits drängte Holmes, Helena für die Konföderierten zurückzuerobern oder 10.000 Mann nach Vicksburg zu schicken. Hindman hatte inzwischen aber von Schofields Rückzug erfahren und überzeugte seinen Vorgesetzten stattdessen, ihn Blunts isolierte Division in Nordarkansas angreifen zu lassen.

### Hindmans zweite Offensive

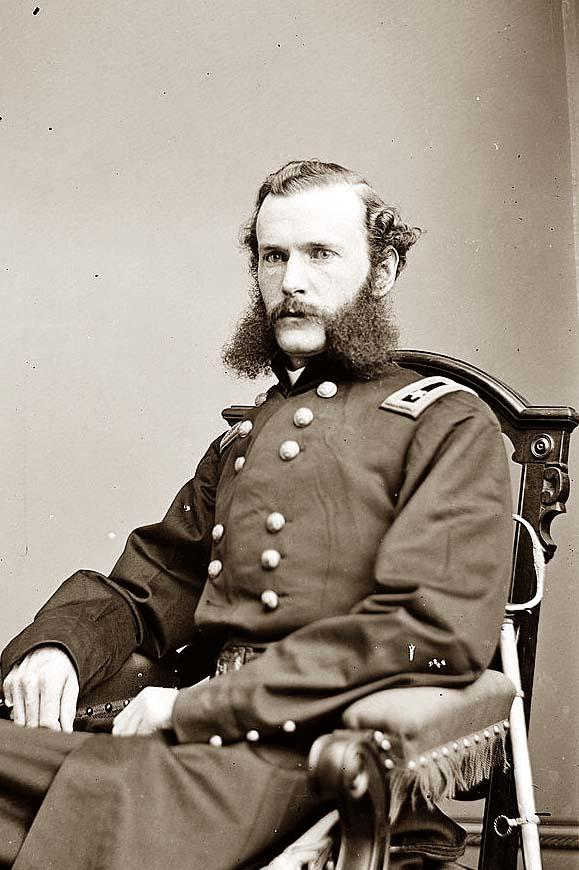
Francis J. Herron während des Sezessionskrieges. Der fünfundzwanzigjährige Herron führte zwei Divisionen der Unionsarmee im Gewaltmarsch zu Blunts Verstärkung heran.

Hindmans Feldarmee war zu diesem Zeitpunkt rund 11.500 Mann stark und verfügte über 22 Geschütze. Blunt, mit etwa 7.000 Mann und 20 Geschützen, biwakierte zwanzig Meilen südwestlich von Fayetteville, während Schofields andere beide Divisionen (etwa 6.000 Mann mit 22 Geschützen) in der Nähe von Springfield waren, mehr als hundert Meilen von Blunt entfernt. Schofield selbst war erkrankt. Blunt hatte deswegen nominell das Kommando über die ganze Frontier-Armee. Die beiden Divisionen bei Springfield unterstanden nun General Herron.
Der 36-jährige Blunt war ein aggressiver Anführer. Er war ursprünglich als Arzt nach Kansas gekommen, hatte sich dort dann allerdings während der Unruhen in den 1850er Jahren einen Namen als Abolitionist und radikaler Republikaner gemacht. Er gab nicht viel auf militärisches Zeremoniell, war aber kühn, entschlossen und bei seinen Männern beliebt.
Hindman hatte eine Kavalleriedivision unter Brigadegeneral John S. Marmaduke nach Cane Hill, südwestlich von Fayetteville, geschickt, um dort Nachschub zu sammeln. Als Blunt hiervon erfuhr, griff er Marmaduke am 28. November mit 5.000 Mann an. Die Konföderierten zogen sich zurück, doch Blunts taktische Offensive hatte die Distanz zwischen ihm und Herrons zwei Divisionen weiter vergrößert. Trotzdem entschied er sich, die Stellung bei Cane Hill zu halten und beorderte Herrons Divisionen zu sich. Später gab er allerdings zu, dass er gar nicht wusste, wo genau diese beiden Divisionen zu diesem Zeitpunkt waren.
Tatsächlich waren die Konföderierten zu diesem Zeitpunkt deutlich näher an Blunt als dessen mögliche Verstärkungen. Hindmans Route war allerdings schwieriger. Außerdem trieb Herron seine beiden Divisionen zu einem Gewaltmarsch an. In eisiger Kälte und auf schlechten Straßen legten die Nordstaatler zwischen dem 3. und 6. Dezember mehr als hundert Meilen zurück. Um Mitternacht des 6. Dezember erreichten sie Fayetteville, nur noch zwanzig Meilen von Blunt entfernt. Ein beteiligter Offizier schrieb später, es handele sich hierbei um „den großartigsten Marsch, den irgendeine Truppe während des Rebellionskrieges durchführte“. Auf Befehl Blunts schickte Herron einen Großteil seiner Kavallerie schon zu ihm. Diese Verstärkungen – rund 1.600 Mann – erreichten Blunt am Abend des 6. Dezember in seinem Hauptquartier Boonsboro.
Hindman hatte Blunts Stellung am Morgen des 6. Dezember erreicht. Hier erfuhr er von Herrons Anstrengungen und von Blunts Verstärkungen. Er befürchtete, dass Blunt sich bei einem Angriff auf Cane Hill nach Nordosten zu Herron zurückziehen würde und änderte deswegen seine Pläne: Statt Blunt anzugreifen ließ er ihn lediglich durch eine Kavalleriebrigade beobachten und nahm das Gros seiner Armee – rund 10.000 Mann – auf einen weiteren Marsch nach Norden, um zuerst Herron zu besiegen und sich dann auf Blunt zu konzentrieren.

## Verlauf

### Beteiligte Verbände
Die auf Unionsseite eingesetzten Truppen waren als Frontier-Armee bekannt und unterstanden dem Wehrbereich Missouri (Department of the Missouri), der von Generalmajor Samuel R. Curtis befehligt wurde. Die Frontier-Armee gliederte sich wie folgt:
| Division                                                                                      | Brigade                                                             | Unterstellte Einheiten |
| --------------------------------------------------------------------------------------------- | ------------------------------------------------------------------- | --- |
| 1. (Kansas) Division Brigadegeneral James G. Blunt                                            | 1. Brigade Brigadegeneral Frederick Salomon                         | - Zwei Regimenter Infanterie - Drei Regimenter Kavallerie mit zugeordneter Artilleriebatterie - Eine Batterie Artillerie                        |
| 1. (Kansas) Division Brigadegeneral James G. Blunt                                            | 2. Brigade Oberst William Weer                                      | - Drei Regimenter Infanterie - Eine Batterie Artillerie                                                                                         |
| 1. (Kansas) Division Brigadegeneral James G. Blunt                                            | 3. Brigade Oberst William F. Cloud                                  | - Zwei Regimenter Infanterie - Ein Regiment Kavallerie mit zugeordneter Artilleriebatterie - Zwei Batterien Artillerie                          |
| 2. (Missouri) Division Brigadegeneral James Totten, vertreten durch Oberst Daniel Huston, Jr. | 1. Brigade Oberst Daniel Huston Jr. Oberst John G. Clark            | - Ein Regiment Infanterie - Ein Regiment Kavallerie - Eine Batterie Artillerie                                                                  |
| 2. (Missouri) Division Brigadegeneral James Totten, vertreten durch Oberst Daniel Huston, Jr. | 2. Brigade Oberst William M. Dye                                    | - Zwei Regimenter Infanterie - Ein Regiment Kavallerie - Eine Batterie Artillerie                                                               |
| 3. (Missouri) Division Brigadegeneral Francis J. Herron                                       | 1. Brigade Oberst Dudley Wickersham Oberstleutnant Henry G. Bertram | - Ein Regiment Infanterie - Zwei Regimenter Kavallerie mit zugeordneter Artilleriebatterie - Ein Regiment Kavallerie - Eine Batterie Artillerie |
| 3. (Missouri) Division Brigadegeneral Francis J. Herron                                       | 2. Brigade Oberst William W. Orme                                   | - Zwei Regimenter Infanterie - Ein Regiment Kavallerie - Eine Batterie Artillerie                                                               |
|                                                                                               | Nicht in Brigaden eingeteilt                                        | - Zwei Regimenter Kavallerie |

Hindmans Kommando wurde als I. Korps der Trans-Mississippi-Armee bezeichnet und unterstand Generalleutnant Theophilus H. Holmes’ Wehrbereich Trans-Mississippi (Department of the Trans-Mississippi). Es gliederte sich wie folgt:
| Division                                             | Brigade                                                                          | Unterstellte Einheiten                                                                                       |
| ---------------------------------------------------- | -------------------------------------------------------------------------------- | --- |
| Shoups Division Brigadegeneral Francis A. Shoup      | Fagans Brigade Brigadegeneral James F. Fagan                                     | - Vier Regimenter Infanterie - Ein Bataillon Scharfschützen - Eine Batterie Artillerie                       |
| Shoups Division Brigadegeneral Francis A. Shoup      | McRaes Brigade Oberst Dandridge McRae                                            | - Vier Regimenter Infanterie - Eine Batterie Artillerie                                                      |
| Frosts Division Brigadegeneral Daniel M. Frost       | Parsons Brigade Brigadegeneral Mosby M. Parsons                                  | - Fünf Regimenter Infanterie - Ein Bataillon Scharfschützen - Eine Batterie Artillerie                       |
| Frosts Division Brigadegeneral Daniel M. Frost       | Shavers Brigade Oberst Robert G. Shaver                                          | - Drei Regimenter Infanterie - Eine Batterie Artillerie                                                      |
| Frosts Division Brigadegeneral Daniel M. Frost       | Roanes Brigade Brigadegeneral John S. Roane                                      | - Ein Regiment Infanterie - Vier Regimenter Kavallerie - Zwei Batterien Artillerie                           |
| Marmadukes Division Brigadegeneral John S. Marmaduke | Shelbys Brigade Oberst Joseph O. Shelby                                          | - Drei Regimenter Kavallerie - Ein Bataillon Kavallerie - Eine Gruppe Irregulärer - Eine Batterie Artillerie |
| Marmadukes Division Brigadegeneral John S. Marmaduke | Carrols/Monroes Brigade Oberst Charles A. Carroll Oberstleutnant James C. Monroe | - Zwei Regimenter Kavallerie                                                                                 |
| Marmadukes Division Brigadegeneral John S. Marmaduke | MacDonalds Brigade Oberst Emmett MacDonald                                       | - Zwei Regimenter Kavallerie - Eine Batterie Artillerie                                                      |

### Ausgangslage und Kontakt

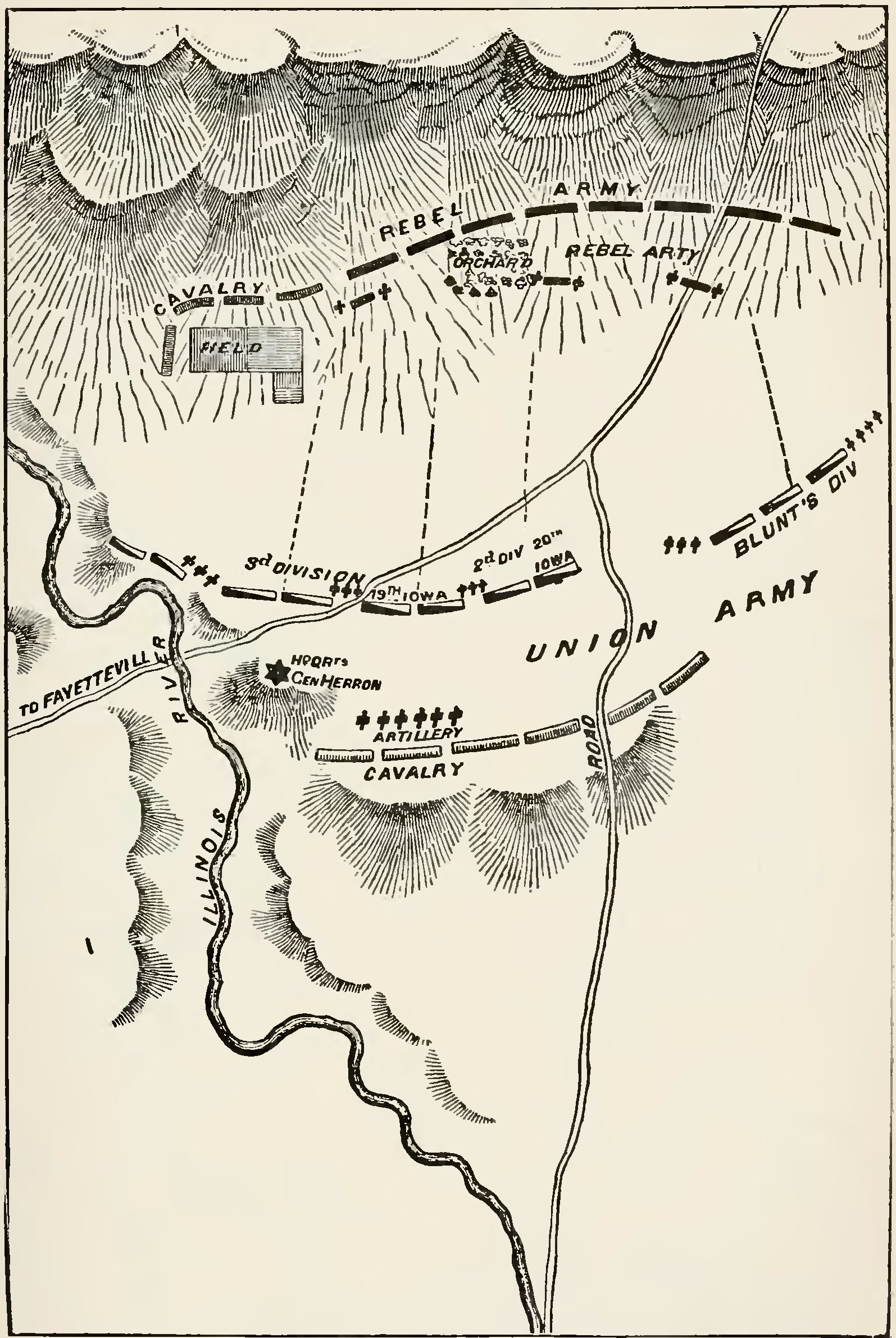
Karte des Schlachtfeldes. Die Karte ist aus Sicht von Herrons Kommando gezeichnet, mit Blickrichtung Süden. Oben ist die konföderierte Position entlang der Nordseite von Prairie Grove zu erkennen, unten der Illinois und die Straße nach Fayetteville.

Bei Tagesanbruch des 7. Dezember hatte Blunt mit zwei Brigaden eine Stellung auf einem Höhenrücken bei Newburg bezogen, südöstlich der Straße nach Fayetteville. Bei Newburg trafen sich zwei Straßen: Nach Nordosten erstreckte sich die Fayetteville Road, über die Herrons Kommando in Richtung Blunt marschierte. Nach Südosten führte die Van Buren Road, über die Hindmans Kommando angekommen war. Hindman hatte Oberst Monroes Kavalleriebrigade südöstlich von Blunt auf der Van Buren Road postiert. Der Großteil seiner Armee – Marmadukes Kavalleriedivision und die Infanteriedivisionen Frosts und Shoups – sollte nun entlang der weiter östlich gelegenen Cove Creek Road direkt nach Norden marschieren, bis zur Mündung der Cove Creek Road in die Fayetteville Road. Von dort sollte die konföderierte Armee nach Nordosten schwenken und dann entlang der Fayetteville Road auf Herrons Kolonne zumarschieren. Die zurückgelassene Brigade Monroes hatte unterdessen den Auftrag, mit Blunt zu scharmützeln, um diesen vom Marsch der Hauptkolonne abzulenken.
Auf Unionsseite waren unterdessen zwei weitere Kavallerieeinheiten in Regimentsstärke auf dem Weg zu Blunts Position. Diese trafen in den Morgenstunden des 7. Dezember auf Marmadukes Division und wurden in die Flucht geschlagen. Die Unionskavallerie flüchtete entlang der Fayetteville Road in Richtung Herron, der seinen Marsch fortgesetzt hatte. Herron versuchte, die Flucht der Kavalleristen zu stoppen und schoss zu diesem Zweck sogar einen der Reiter von seinem Pferd.
Herrons Infanterie ging auf der Nordseite des Illinois in Stellung. Auf der anderen Seite des Flusses stellte Hindman seine Truppen auf einem dicht bewaldeten Hügel namens Prairie Grove auf. Zwischen den Konföderierten auf Prairie Grove und den Unionisten auf der Nordseite des Illinois befand sich eine flache Prärielandschaft (Crawford’s Prairie), die sich in Nord-Süd-Richtung etwa 1200 Meter erstreckte. Auf der Nordseite von Prairie Grove waren außerdem mehrere Farmhäuser und weiter südlich, an der Straßenkreuzung der Fayetteville mit der Cover Creek Road, erhob sich eine Kirche.
Zu Beginn der Kampfhandlungen verfügten sowohl Herron als auch Hindman nur über Teile ihrer Truppen. Herron hatte zu Beginn nur seine führende Division bei sich, während die andere noch auf dem Marsch war. Hindman hatte eine Infanteriedivision entlang der Fayetteville Road mit Front nach Südwesten gelassen, um dort einen möglichen Vormarsch Blunts zu blockieren. Er verfügte deswegen nur über Shoups Infanteriedivision und Marmadukes Kavallerie. Gegen 11:00 Uhr waren diese rund 4.800 Mann und 10 Geschütze auf der Nordseite von Prairie Grove in Stellung.

### Angriffe und Gegenangriffe

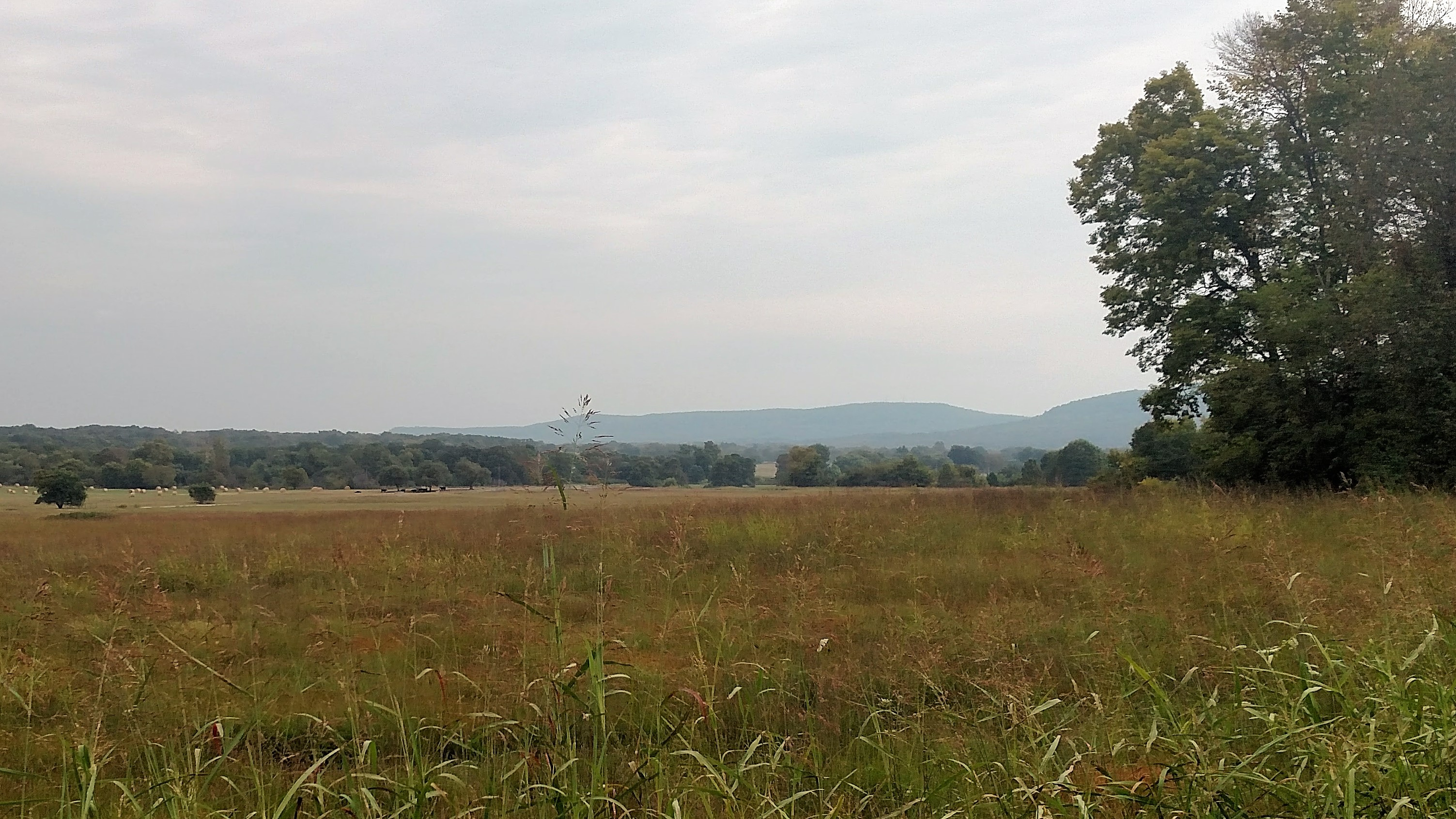
Blick vom Schlachtfeld nach Osten. Im Hintergrund sind die Boston Mountains zu sehen.

Herron befand sich in einer schwierigen Situation. Einerseits sah er, dass die konföderierte Position auf Prairie Grove sehr stark war, andererseits war sein Auftrag, so schnell wie möglich zu Blunt nach Cane Hill zu kommen. Herron gab später an, dass er wusste, dass er sich einem Großteil von Hindmans Streitmacht gegenübersah, wahrscheinlich glaubte er jedoch zunächst, dass es sich nur um einen kleineren Blockadeversuch handelte. Er wollte seine Artillerie in Stellung bringen, mit ihr die konföderierte Artillerie zum Schweigen bringen und die konföderierte Position dann stürmen.
Herrons Artillerie war derjenigen Hindmans sowohl quantitativ als auch qualitativ überlegen. Gegen die 10 konföderierten Geschütze konnte Herron 20 in Stellung bringen. Die Hälfte von Herrons Geschützen bestand aus modernen gezogenen Kanonen, während Hindman nur ältere Sechspfünderkanonen und Zwölfpfünderhaubitzen aufbieten konnte. Darüber hinaus hatte die Unionsartillerie mehr Munition zur Verfügung. Das Ergebnis war eindeutig. Während die Unionstruppen die konföderierten Batterien unter präzises Feuer nehmen konnten, blieb die konföderierte Antwort ineffektiv. Hindman befahl seinen Batterien um 14:00 Uhr, das Feuer einzustellen, um keine weitere Munition zu verschwenden. Die Unionsartillerie feuerte weiter in die konföderierten Stellungen auf Prairie Grove. Die Verluste unter den vom Wald gedeckten Konföderierten waren zwar gering, doch viele erinnerten sich später an das konzentrierte Feuer der Unionsartillerie, das einem Teilnehmer der Schlacht „dicht wie Hagel“ vorkam.

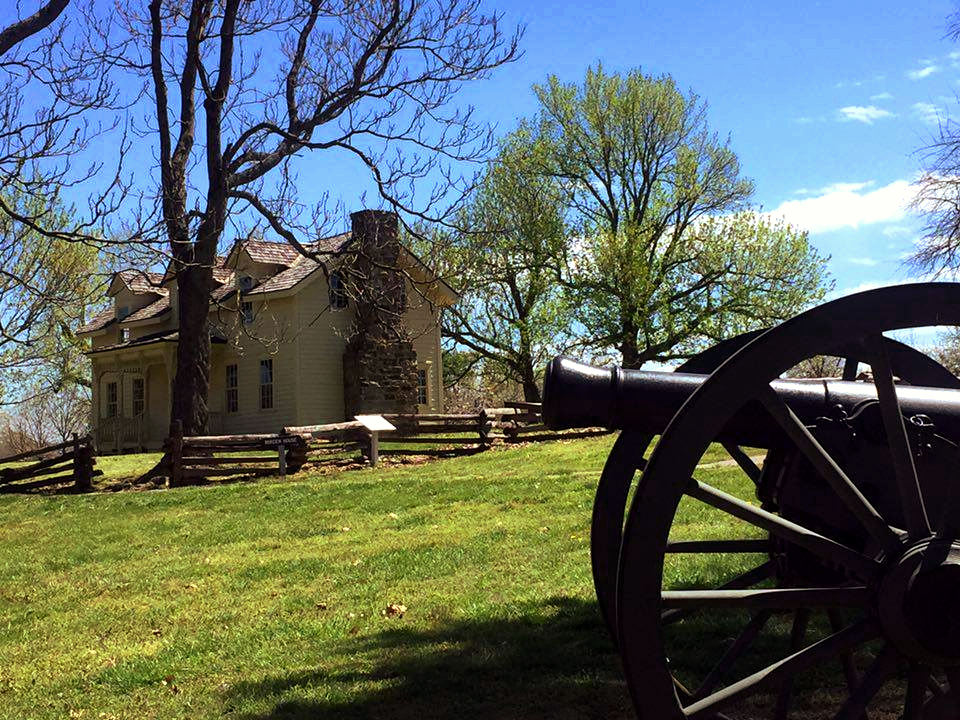
Das Borden-Haus markierte das umkämpfte Zentrum der Konföderiertenlinie.

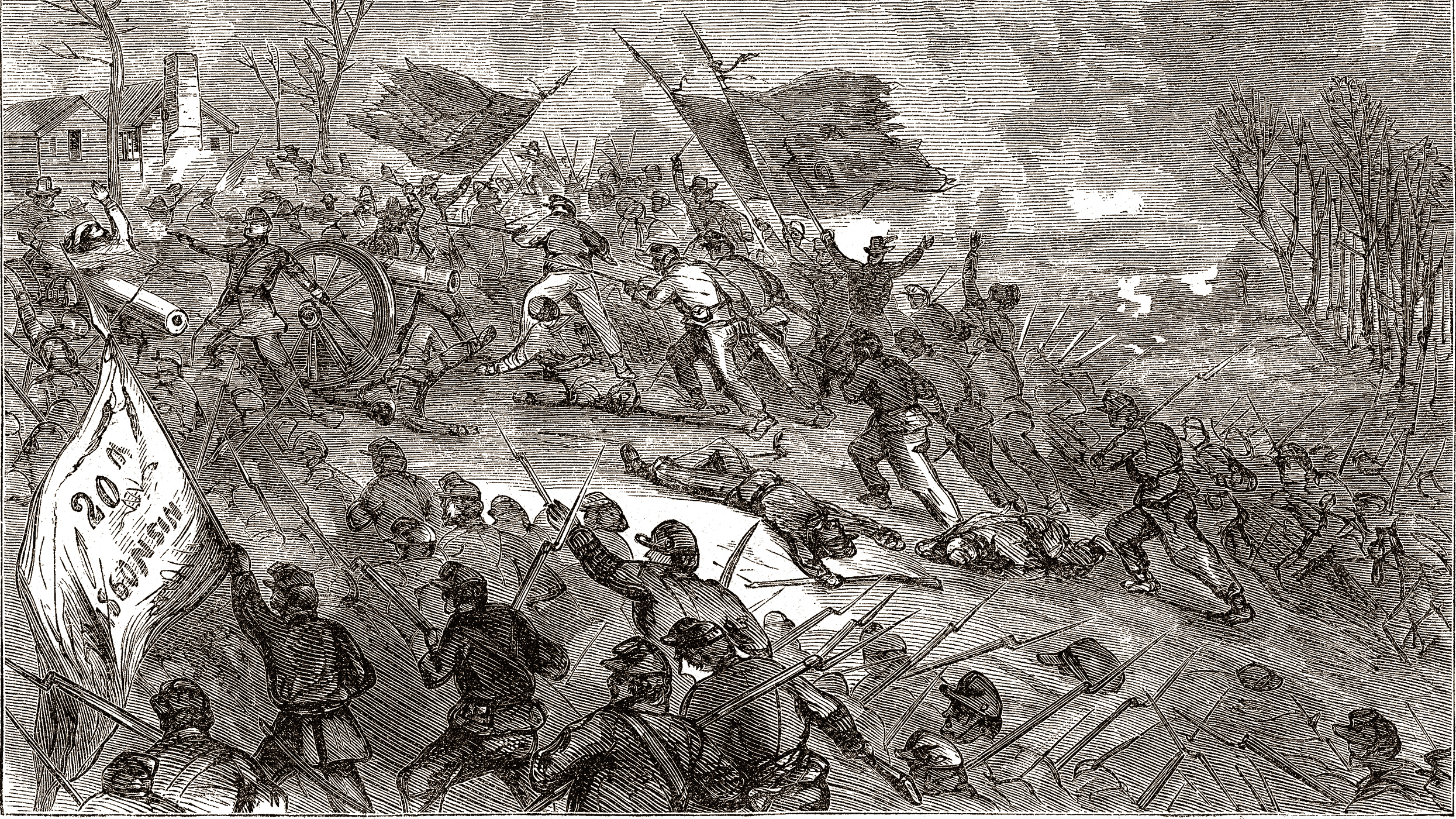
Das 19. Iowa und das 20. Wisconsin Infanterieregiment erstürmen während der Schlacht bei Prairie Grove eine Batterie der Konföderierten

Nachdem die konföderierte Artillerie zurückgetrieben war, ließ Herron gegen 14:30 Uhr seine Infanterie vorrücken, die über Crawford’s Prairie auf Prairie Grove zumarschierte. Für die Union rächte sich, dass Herron auf Blunts Befehl so prompt reagiert und fast seine gesamte Kavallerie nach Süden geschickt hatte. Herron fehlten dadurch die Aufklärungsmittel. Er ging davon aus, dass der rechte Flügel der Konföderierten in der Nähe des Farmhauses der Familie Borden verlief und setzte dort seinen Angriff an. Tatsächlich war das Borden-Haus allerdings recht genau in der Mitte der konföderierten Linie. Herrons Plan, die rechte Flanke der Konföderierten aufzurollen konnte deswegen nicht aufgehen. Dem 20. Wisconsin Infanterieregiment gelang es zwar dank der Geländebeschaffenheit, westlich des Borden-Hauses eine konföderierte Batterie zu überrennen, es wurde dann aber von einem Gegenangriff zweier Regimenter aus General Fagans Brigade zurückgeworfen. Dem 19. Iowa Infanterieregiment östlich des Borden-Hauses erging es nicht besser, es traf ebenfalls auf zwei Arkansas-Regimenter. In einem Feuergefecht, das zu den intensivsten während des Sezessionskrieges westlich des Mississippi zählte, unterlag es und musste ebenfalls zurückweichen. Der Anblick der fliehenden Unionstruppen ermutigte einige der Arkansasregimenter, einen spontanen Gegenangriff von Prairie Grove herab durchzuführen, der jedoch im Kartätschenfeuer der Unionsartillerie zusammenbrach.
Herron sandte zwei zusätzliche Regimenter in den Angriff, die aber ebenfalls abgeschlagen wurden. Wieder gingen die Konföderierten zum unkoordinierten Gegenangriff über, und wieder wurde dieser abgewiesen.

### Blunt trifft ein
Blunt hatte unterdessen das Manöver der Konföderierten bemerkt und war Herron zu Hilfe geeilt. Über den Zeitpunkt seines Eintreffens gibt es verschiedene Angaben. In seinem offiziellen Bericht zur Schlacht gab er an, das Schlachtfeld um 13:45 Uhr erreicht zu haben. Herron dagegen machte zwei unterschiedliche Zeitangaben: In einem Bericht vom 9. Dezember schrieb er, Blunt sei um 16:00 Uhr eingetroffen, einige Tage später datierte er Blunts Ankunft auf 14:30 Uhr. Der Historiker William L. Shea hält die frühen Uhrzeiten für nicht plausibel und gibt Blunts Ankunft mit etwa 15:15 Uhr an, etwa zu der Zeit, als der zweite konföderierte Gegenangriff scheiterte. Auf jeden Fall erreichte Blunt das Schlachtfeld auf Herrons rechter Seite und ging zum Angriff über. Hindman warf ihm Parsons Division entgegen, die Blunts Angriff stoppen konnte. Wieder ergriffen die Konföderierten ihrerseits die Initiative, und wieder wurden sie von der Unionsartillerie gestoppt.
Bei Einbruch der Dunkelheit hatte sich trotz fünf Stunden blutigen Kampfes eine taktische Pattsituation ergeben. Hindmans operatives Ziel, Herron zu schlagen, bevor er sich mit Blunt vereinigen konnte, war allerdings durch die Ankunft Blunts vereitelt worden. Hindmans Armee war auch nicht mehr in der Lage, den Kampf fortzusetzen, da es insbesondere an Munition und Nahrungsmitteln mangelte. Hindman gab noch in der Nacht den Befehl zum Rückzug. Die Konföderierten ummantelten die Räder ihrer Geschütze mit Decken, um die Unionstruppen nicht durch die Geräuschentwicklung auf ihre Bewegung aufmerksam zu machen. Als Nachhut blieb Marmadukes Kavalleriedivision auf dem Schlachtfeld zurück. Am nächsten Tag machte auch sie sich, begleitet von Hindman, auf den Weg nach Van Buren.

## Nachwirkungen
Die Nordstaaten bezifferten ihre Verluste auf 175 Gefallene, 813 Verwundete und 263 Vermisste, insgesamt 1.251 Mann. Die konföderierten Berichten gaben 164 Gefallene, 817 Verwundete und 263 Vermisste an, sind aber wahrscheinlich weniger zuverlässig und sollten eher als untere Grenze angesehen werden. Hindmans Armee war durch den Rückzug demoralisiert. Krankheit und Desertionen verringerten ihre Zahl auf nur noch rund 5.000 Mann. Schlecht versorgt und schlecht verpflegt lagerten sie im Arkansas-Tal bei Van Buren und Fort Smith. Der energische Blunt ließ sie dort jedoch nicht zur Ruhe kommen. Trotz der Bedenken seines Vorgesetzten Schofield setzte er den Konföderierten Ende Dezember mit 8.000 Mann nach, überquerte die Boston Mountains und attackierte am 28. Dezember Van Buren. Hindman zog sich nach Little Rock zurück.
Blunt und Herron wurden beide im März 1863 zu Generalmajoren mit Rangdatum 29. November 1862 befördert. Trotz des Sieges bei Prairie Grove kam es nach der Schlacht zu Streitigkeiten zwischen General Schofield und seinen beiden Untergebenen Blunt und Herron. Dabei ging es zum einen um die Bewertung des Feldzuges und der Rolle der drei Beteiligten, aber auch um politische Differenzen: Schofield war politisch eher konservativ und gegen die Abschaffung der Sklaverei, Blunt und Herron dagegen gehörten zur Gruppe der radikalen Abolitionisten. Kurzfristig wurde der Streit durch Schofields Versetzung zur Cumberland-Armee gelöst. Am 13. Mai 1863 kehrte er jedoch als neuer Befehlshaber des übergeordneten Wehrbereiches Missouri zurück. Herron weigerte sich, weiter unter Schofield zu dienen, und wurde daraufhin zu Ulysses S. Grants Tennessee-Armee versetzt. Auch General Curtis musste seinen Posten aufgrund politischer Differenzen aufgeben: Als ehemaliger Kongressabgeordneter für die Republikaner stand er im Zwist sowohl mit seinem Untergebenen Schofield, als auch mit dem demokratischen Gouverneur von Missouri Hamilton R. Gamble und mit Henry W. Halleck, dem Oberbefehlshaber des US-Heeres. Lincoln war zwar militärisch nicht unzufrieden mit Curtis, ersetzte ihn aber im Mai 1863 durch Schofield, um die politischen Grabenkämpfe zu beenden (und – wie er selbst sagte – weil er zwar einen General, nicht aber einen Gouverneur absetzen konnte). Curtis kehrte allerdings ein Jahr später als Kommandeur des Wehrbereichs Kansas wieder auf den Kriegsschauplatz westlich des Mississippi zurück.
Die Schlacht von Prairie Grove hatte mehrere wichtige Auswirkungen. Hindmans Armee war nun definitiv nicht mehr in der Verfassung, um irgendwie in die Verteidigung Vicksburgs eingreifen zu können. Die Niederlage bei Prairie Grove und der Rückzug hinter den Arkansas bedeutete für die Konföderierten außerdem den dauerhaften Verlust von Nordwestarkansas und des nördlichen Indianerterritoriums. Zwar gab es auch in Zukunft Kavallerie-Raids und Guerillaaktionen bis nach Missouri, doch die Konföderierten waren danach nie mehr in der Lage, das Gebiet militärisch zu kontrollieren. Der Feldzug nach Prairie Grove war auch die letzte groß angelegte operative Offensive der Südstaaten westlich des Mississippi. Von nun an blieben sie in die Defensive gedrängt und konnten allenfalls taktisch zu Gegenangriffen übergehen. Nach der Kapitulation Vicksburgs und Port Hudsons im Sommer 1863 war der Wehrbereich Trans-Mississippi vom Rest der Konföderation abgeschnitten. Einige Wochen später wurden die Konföderierten durch unionistische Offensiven aus Little Rock und Forth Smith verdrängt und zogen sich, von Partisanen abgesehen, in den Südwestteil des Staates zurück.

## Gedenken
Das Schlachtfeld ist heute ein Staatspark des Bundesstaates Arkansas, der Prairie Grove Battlefield State Park. 1908 hatten die United Daughters of the Confederacy Teile des ehemaligen Schlachtfeldes erworben und begonnen, Veteranentreffen zu veranstalten. Inzwischen umfasst der Park fast 3,5 Quadratkilometer und wird auch archäologisch erschlossen. Eine Besonderheit des Parks ist das Besucherzentrum Hindman Hall, das einzige nach einem konföderierten General benannte Gebäude auf einem Schlachtfeld des Sezessionskrieges. General Hindmans ältester Sohn hatte in seinem Testament 100.000 Dollar für den Zweck hinterlassen, seinem Vater eine Gedenkstätte auf dem Prairie-Grove-Schlachtfeld zu bauen. Dieses Geld wurde für die Errichtung des Besucherzentrums genutzt und erklärt seine Namensgebung. Alle zwei Jahre findet im Park ein großes Reenactment der Schlacht statt, eine Art Nachstellung, das größte seiner Art in Arkansas.

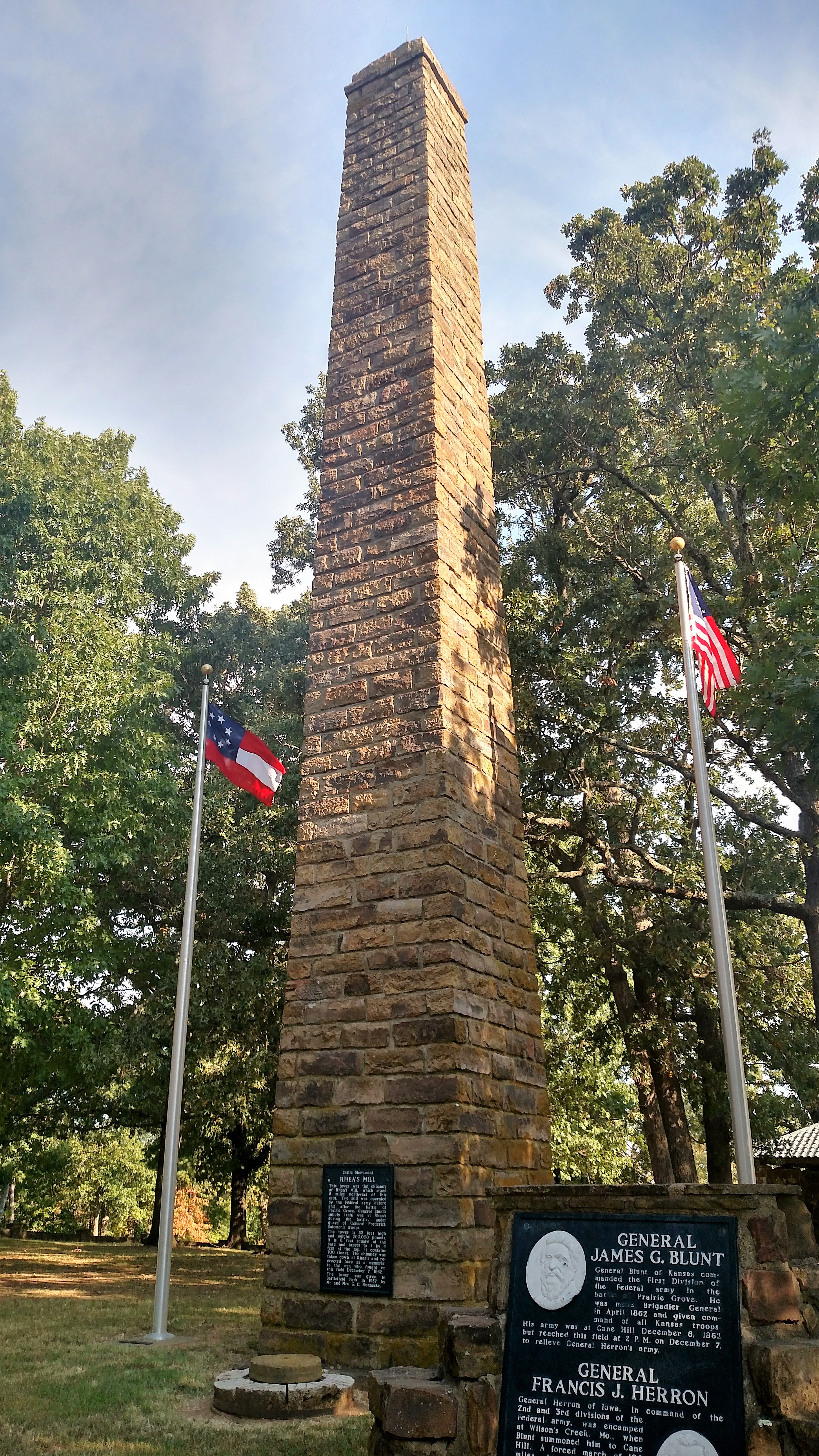
Denkmal für die Schlacht
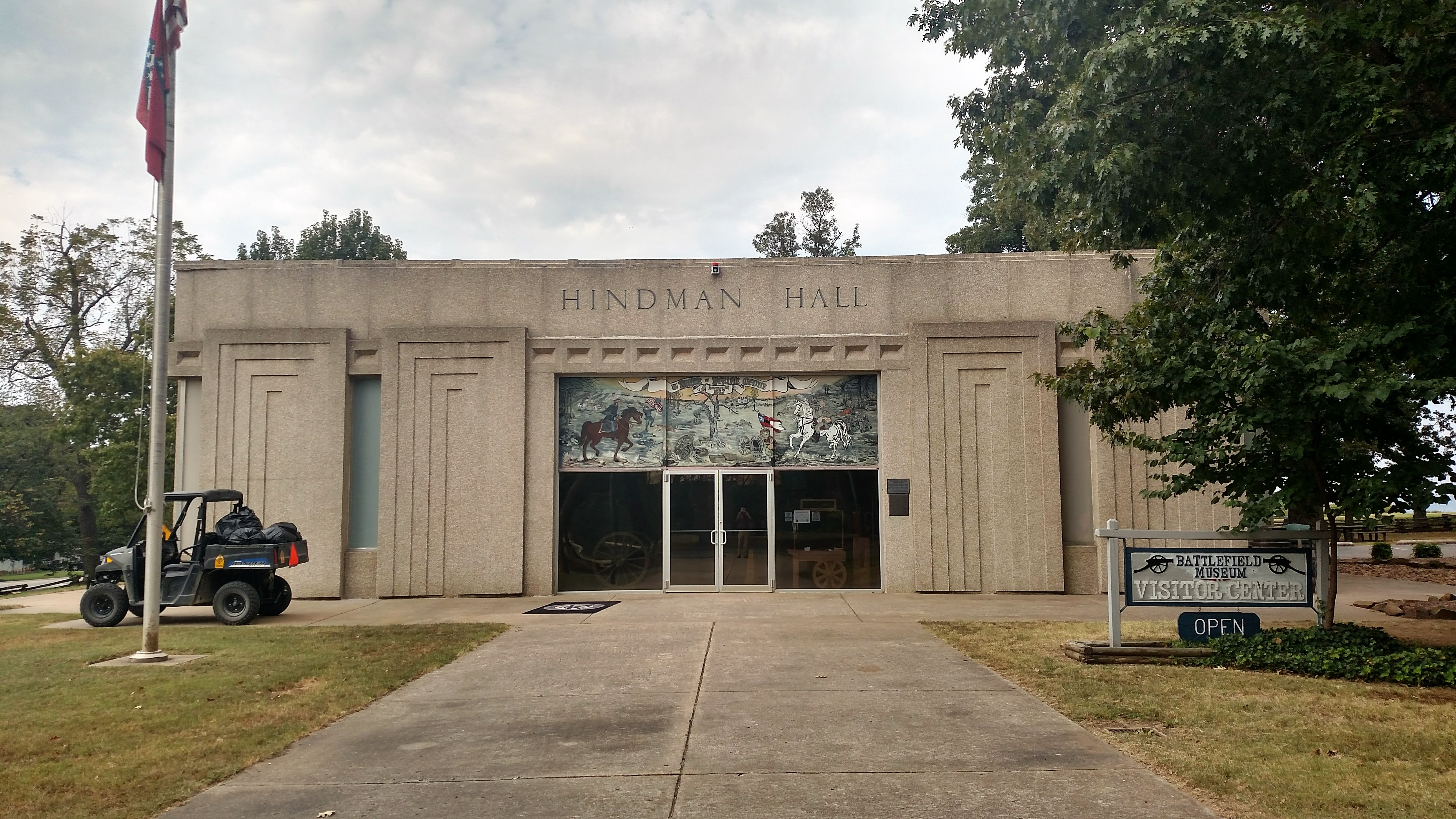
Besucherzentrum Hindman Hall